# Tricharaea macrophthalma
Tricharaea macrophthalma är en tvåvingeart som först beskrevs av Guilherme A.M.Lopes 1956.  Tricharaea macrophthalma ingår i släktet Tricharaea och familjen köttflugor. Inga underarter finns listade i Catalogue of Life.